# Sphecodes amakusensis
Sphecodes amakusensis is een vliesvleugelig insect uit de familie Halictidae. De wetenschappelijke naam van de soort is voor het eerst geldig gepubliceerd in 1951 door Yasumatsu & Hirashima.